# モンロー (ジョージア州)
モンロー（英: Monroe）は、アメリカ合衆国ジョージア州の都市。ウォルトン郡の郡庁所在地である。人口は1万4928人（2020年）。州都アトランタの東60キロメートルにあり、アトランタ都市圏に含まれる。

## 歴史
モンローは1818年に新しく設立されたウォルトン郡の郡庁所在地として設立された。1821年には町として法人化され、市としては1896年の法人化だった。
1900年代には州内でも綿花の生産量が高い地域だった。市内の綿糸工場2つが地域経済の推進力になっていた。現在この工場は綿糸を生産していないが、アンティークのマーケット、催事会場、特徴ある小売店など地域のために経済を活性化させる空間を提供している。
モンローは歴史と魅力のある中心街を抱えたメインストリート地域社会となっている。

## 地理
モンロー市は北緯33度47分36秒 西経83度42分39秒 / 北緯33.79333度 西経83.71083度 (33.793295, -83.710790)に位置している。
アメリカ合衆国国勢調査局に拠れば、市域全面積は10.5平方マイル (27 km2)であり、このうち陸地10.4平方マイル (27 km2)、水域は0.1平方マイル (0.26 km2)で水域率は1.05%である

## 経済
モンロー市の東端、ユニサ・ドライブ沿いには多くの産業が固まっている。
- ユニシア・オブ・ジョージア・コーポレーション、自動車機器
- タッカー・ドア・アンド・トリム[9]
- ウォルマートの店舗と物流センター、本社はアーカンソー州[10]
- レゲット&プラット・コーポレーション[11]、住宅機器

## 交通
モンロー市の北をアメリカ国道78号線が東西に通っている。西はアトランタ市、東はアセンズ市に通じている。市の東でジョージア州道83号線が分岐し、南のマディソン市に向かっている。市内にはモンロー＝ウォルトン郡空港という小さな空港がある。

## 人口動態
以下は2000年国勢調査による人口統計データである。
| 基礎データ - 人口: 11,407 人 - 世帯数: 4,287 世帯 - 家族数: 2,983 家族 - 人口密度: 425.1人/km2（1,101.3 人/mi2） - 住居数: 4,637 軒 - 住居密度: 172.8軒/km2（447.7 軒/mi2） 人種別人口構成 - 白人: 54.69% - アフリカン・アメリカン: 42.24% - ネイティブ・アメリカン: 0.21% - アジア人: 0.36% - 太平洋諸島系: 0.04% - その他の人種: 1.26% - 混血: 1.20% - ヒスパニック・ラテン系: 2.52% 年齢別人口構成 - 18歳未満: 28.7% - 18-24歳: 10.7% - 25-44歳: 28.6% - 45-64歳: 19.2% - 65歳以上: 12.8% - 年齢の中央値: 32歳 - 性比（女性100人あたり男性の人口） - 総人口: 83.8 - 18歳以上: 80.1 | 世帯と家族（対世帯数） - 18歳未満の子供がいる: 33.9% - 結婚・同居している夫婦: 39.2% - 未婚・離婚・死別女性が世帯主: 25.7% - 非家族世帯: 30.4% - 単身世帯: 25.7% - 65歳以上の老人1人暮らし: 10.4% - 平均構成人数 - 世帯: 2.59人 - 家族: 3.07人 収入と家計（2008年推計） - 収入の中央値 - 世帯: 27,500米ドル - 家族: 31,568米ドル - 性別 - 男性: 30,717米ドル - 女性: 23,028米ドル - 人口1人あたり収入: 16,636米ドル - 貧困線以下 - 対人口: 22.9% - 対家族数: 19.8% - 18歳未満: 34.2% - 65歳以上: 17.1% |

## 教育

### 公共教育学区
ウォルトン郡教育学区は就学前から12年生まで公共教育を管轄しており、小学校9校、中学校3校、高校3校が入っている。常勤の教師は675人、児童生徒数は10,368人である。

### 学校

#### 公立学校

##### 小学校
- エイサ・ロード小学校
- ベイ・クリーク小学校
- ブレイン・ストリート小学校
- ハーモニー小学校
- モンロー小学校
- ウォーカー・パーク小学校
- ウォルナット・グローブ小学校
- シャロン小学校
- ローガンビル小学校
- ユース小学校

##### 中学校
- カーバー中学校
- ローガンビル中学校
- ユース中学校

##### 高校
- モンロー地域高校
- ローガンビル高校
- ウォルナット・グローブ高校

##### 私立学校
- ジョージ・ウォルトン・アカデミー

## 著名な出身者
- フランセス・コンロイ - 女優、ゴールデングローブ賞と全米映画俳優組合賞を受賞
- ベシー・クーパー - かつて世界最高齢だった（2011年6月から2012年12月まで）満116歳没[14]